# باسمة يونس
باسمة محمد يونس هي كاتبة إماراتية. لها العديد من الأعمال الروائية والقصصية والمسرحية.

## التعليم
حصلت على بكالوريوس التربية وآداب اللغة الإنجليزية من جامعة الإمارات العربية المتحدة عام 1986، وعلى دبلوم برمجة الحاسب الآلي من معهد إن سي آر في دبي عام 1987، وعلى الإجازة الجامعية في الحقوق من جامعة بيروت العربية عام 1993. ثم حصلت على درجة الماجستير في إدارة وسياسة التعليم من جامعة برمنجهام البريطانية في دبي عام 2008.

## حياتها المهنية
عملت في وظيفة مصرفية في بداية حياتها المهنية، ثم انتقلت للعمل في التدريس من خلال تعليم اللغة العربية للأجانب واللغة الإنجليزية للعرب. عملت بعد ذلك في وزارة الثقافة وتنمية المعرفة وحتى اليوم، وتدرجت في الوظائف حتى وصلت حاليًأ إلى وظيفة مستشار ثقافي. باسمة هي عضو عامل في اتحاد كتاب وأدباء الإمارات، وعضو اتحاد الكتاب والأدباء العرب، وعضو عامل في رابطة أديبات الإمارات، وعضو عامل في جمعية الحقوقيين. وهي أيضًا عضو جمعية معلمي اللغة الإنجليزية كلغة ثانية، وعضو ندوة الثقافة والعلوم.
باسمة هي أول امرأة تشارك بكتابة عمل مسرحي في مهرجان أيام الشارقة المسرحي منذ بداية دوراته.

## مؤلفات
روايات
- «ملائكة وشياطين»، 1990[5]
- «لعله أنت»، 2010[6]
- «حتى آخر الشهر – حكايات يناير»، 2015[7]
- «نصوص القسوة»، 2018[8]

مجموعات قصصية
- «عذاب»، 1987
- «اغتيال أنثى»، 1988
- «طريق إلى الحياة»، 1989[9]
- «هجير»، 1993
- «رجولة غير معلنة»، 2000[10]
- «ماذا لو مات ظلي»، 2004[11]
- «علاقة خطرة»، 2006[12]
- «ما زلت أكتب وأمحو»، 2014[13][14]
- «الموت السعيد»، 2016[15]
- «ما لن يصدقه أحد»، 2018[16]
- «ما لن يصدقه عقل»، 2018[17]
- «الكوكب 10»، 2020[18]

أعمال درامية (تلفزيونية وإذاعية)
- مسلسل «أبي عفوا»[19]
- فيلم فيديو «ماذا لو مات ظلي»
- فيلم تلفزيوني «اغتيال حلم»
- برنامج إذاعي «غرائب الأسماء»
- مسلسل إذاعي «من روائع القصص»
- مسرحية «آخر ليلة باردة»
- مسرحيات للأطفال:
  - «الأم»
  - «أمل والدمى»
  - «أرض العجائب»
  - «أنا مبدع إذا أنا موجود»
  - «ذكريات وأحلام»

• برنامج تلفزيوني «الناجحات»
برنامج تلفزيوني «مبدعون»

## الجوائز
- جائزة إبداعات المرأة العربية، المركز الثاني، عن المجموعة القصصية «أطير عندما أحلم».[20]
- جائزة اتحاد كتاب وأدباء الإمارات، عن قصة استغاثة، 1988[21]
- جائزة نادي الشباب العربي، الثانية، عن قصة إعلان، 1989[21]
- جائزة تلفزيون أبوظبي، المركزان الأول والثاني، عن قصتي حكاية زهرة والمزاد، 1987[21]
- جائزة غانم غباش للقصة القصيرة، عن قصة كلمة شرف 1990[21]
- جائزة غانم غباش للقصة القصيرة، عن قصة تمرد، 1991[21]
- جائزة الدكتورة سعاد الصباح للإبداع الفكري والأدبي بين الشباب العربي، عن مجموعة «هجير»، 1992.[20]
- جائزة غانم غباش للقصة القصيرة، عن قصة حمد الوارث، 1992[21]
- جائزة غانم غباش للقصة القصيرة، عن قصة مساء الخير، الثالثة مناصفة، 1993[21]
- جائزة غانم غباش للقصة القصيرة، عن قصة لعبة الرفض، الأولى مناصفة، 1995[21]
- جائزة وزارة الإعلام والثقافة في أبوظبي، الثالثة، عن مسرحية الفصل الواحد «النخلة»، 1992[21]
- جائزة مسابقة التأليف المسرحي في الوطن العربي، جمعية المسرحيين، المركز الأول، عن مسرحية البديل، 1999[21]
- جائزة مسابقة القصة القصيرة، مجلة الصدى، الإمارات، المركز الأول، عن قصة «الموتى يعترفون»، 2000[21]
- جائزة مسابقة المسرح المدرسي بالشارقة، المركز الثالث، عن مسرحية «الأم»، 2000[21]
- جائزة مسابقة المسرح المدرسي بدبي، مهرجان دبي للتسوق، المركز الأول، عن نص مسرحية «أمل والدمى»[21]
- جائزة مسابقة التأليف المسرحي، جمعية المسرحيين، الإمارات، المركز الأول، عنمسرحية «مساء للموت»، 2001[21]

## روابط خارجية
باسمة يونس على موقع قاعدة بيانات الأفلام العربية